# Иерапитнийская и Ситийская митрополия
Иерапи́тнийская и Сити́йская митропо́лия (греч. Μητρόπολη Ιεραπύτνης και Σητείας) — епархия полуавтономной Критской православной церкви в составе Константинопольского патриархата на территории юга нома Ласитион.

## История
Епархия Иерапетры является старейшей в исторической области Ласитион и считается одним из первых, из созданных на территории Крита. По словам историка Фламинио Корнилия в своём Kreta Sacra и труде Афанасиоса Пападопулос-Керамеоса в «Мартиролог святых Десяти мучеников», город был основан около 68 года н. э.
Из занимавших кафедру в эпоху Вселенских Соборов епископов известны Симфор (343) и Евфроний (457). Однако епархия неоднократно упоминается в Нотициях Константинопольской Церкви вплоть до позднего средневековья, причём по-разному: как Иерапиднская (῾Ιεραπύδνης), Иерапетрская (῾Ιεραπέτρας), отдельно Иерская и Петрская (῾Ιερᾶς, Πέτρας), а также как Иерская и Герпетрская (῾Ιερᾶς, Γερπέτρας).
В средние века город занимали генуэзцы, а после 4-го крестового похода (с 1204) — венецианцы. При них город уже носил современное название — Иерапетра. В этот период власти вместо православных поставили на остров римско-католических епископов.
В период турецкого владычества (1669—1898) все епископы были православными. Тогда выделились Иерская и Ситийская епархии, которые в 1832 году объединились в Иероситийскую. С 1932 по 1936 год епархии Иероситии и Петры были объединены в одну и названы Неапольской епархией. В 1936 году обе епархии были восстановлены в прежнем виде.
В 1962 году решением Священного Синода Константинопольского Патриархата Иероситийская епархия была возведена в ранг митрополии и стала именоваться Иерапитнийской и Ситийской.

## Епископы
- 1819—1827 — Артемий (Пардалакис)
- 1832—1841 — Герасим (Манганарис)
- 1841—1845 — Каллиник
- 1846—1869 — Иларион (Кацулис)
- 1869—1878 — Неофит
- 1880—1889 — Григорий (Пападопетракис)
- 1890—1929 — Амвросий (Сфакианакис)
- 1 июня 1936 — 6 сентября 1960 — Филофей (Мазокопакис)
- 2 июля 1961 — 15 декабря 1993 — Филофей (Вузунеракис)
- 14 июня 1994 — 15 сентября 2016 — Евгений (Политис)
- с 17 октября 2016 — Кирилл (Диамантакис)

## Монастыри
- Монастырь Фанеромени (Айос-Николаос, мужской)